# Hārūnīyeh
Hārūnīyeh (persiska: هارونیّه) är en ort i Iran.   Den ligger i provinsen Östazarbaijan, i den nordvästra delen av landet, 600 km nordväst om huvudstaden Teheran. Hārūnīyeh ligger 1 521 meter över havet och antalet invånare är 193.
Terrängen runt Hārūnīyeh är varierad.Runt Hārūnīyeh är det ganska tätbefolkat, med 56 invånare per kvadratkilometer. Närmaste större samhälle är Marand, 19,8 km nordväst om Hārūnīyeh. Trakten runt Hārūnīyeh består i huvudsak av gräsmarker.